# OgreOgress Productions
OgreOgress productions es una discográfica radicada en Grand Rapids en el estado de Míchigan en los Estados Unidos.
Produce grabaciones de obras raras o inéditas de compositores de música clásica y contemporánea, tales como Arnold Schönberg, John Cage, Morton Feldman y Alan Hovhaness.